# 1827 en France
Chronologie de la France
- 1823
- 1824
- 1825
- 1826
- 1827
- 1828
- 1829
- 1830
- 1831

Cette page concerne l'année 1827 du calendrier grégorien.

## Événements
- 23 janvier : l'Académie française adopte une supplique au roi contre le projet de loi sur la police de la presse. Le 25 janvier, une lettre du premier gentilhomme de service lue à l’Académie annonce que le roi refuse de recevoir le directeur de l’Académie, Laplace, chargé de lui remette la supplique[1].

- 7 février : incendie dans les mines à charbon d'Aniche ; neufs mineurs sont tués[2].
- 13 février-12 mars : discussion à la Chambre des députés du projet de loi Peyronnet relatif à la police de la presse, dite « loi de justice et d'amour » . Le texte est voté par 233 contre 134, mais les amendements de la chambre des pairs le rende inapplicable et le gouvernement doit retirer la loi le 17 avril[3].

- 30 mars : incidents lors des funérailles du duc de La Rochefoucauld ; les élèves de l'École des arts et métiers ayant voulu porter son cercueil sur leurs épaules en sortant de l'église de la Madeleine, sont chargés dans la rue Saint-Honoré par la gendarmerie ; le cercueil tombe dans la boue et se brise. L'affaire fait grand bruit dans la presse d'opposition[4].
- 17 avril : Villèle doit renoncer à un projet de loi aggravant la censure de la presse  (Loi Peyronnet de « Justice et amour »)[5].
- 25 avril : loi qui interdit la traite négrière au sein de l'empire colonial français[1].
- 29 avril : Villèle est conspué par la garde nationale de Paris lors d'une revue, ce qui provoque son licenciement immédiat par le ministre[1].
- 30 avril : affaire de l'éventail. Incident diplomatique à Alger. Le dey soufflette avec son éventail le consul de France Deval. L’épisode, qui entraîne la rupture avec la France, fait suite à des intrigues financières menées par Deval avec les argentiers du dey, les Bacri-Busnach. Charles X envoie une escadre dirigée par le capitaine de vaisseau Collet qui décrète le blocus maritime d’Alger le 12 juin[6].

- 1er mai : le pont de Grenelle à Paris est ouvert à la circulation[7].
- 2 mai : loi relative à l'organisation du jury[8].
- 23 mai : ordonnance du roi portant autorisation, sous la dénomination d'institution royale agronomique, de la société anonyme fondée à Paris dans le but de convertir le domaine de Grignon en ferme-modèle. La première École nationale d'agriculture est créée à Grignon (Thiverval). Les premiers élèves entrent en 1828[9].
- 27 mai : code forestier, promulgué le 31 juillet[10]. Il légifère sur le reboisement et l'utilisation de la forêt à des fins industrielles.
- 30 mai : convention avec seize des Cantons suisses pour l'établissement réciproque des Français en Suisse et des Suisses en France[5].

- 22 juin : clôture de la session parlementaire[5].
- 24 juin : Villèle rétablit la censure pour les écrits périodiques pendant les vacances parlementaires. Chateaubriand, passé dans l’opposition de droite, fonde une « Société des Amis de la Liberté de la presse »[3].
- 30 juin : mise en service de la ligne de chemin de fer Saint-Étienne-Andrézieux, 23 km, concédée à perpétuité à M. Louis Antoine Beaunier pour le transport de houille ; cette ligne est la première d'Europe continentale ; la traction des wagons était faite par des chevaux[11].

- 6 juillet : traité de Londres pour la pacification de la Grèce[5].
- 7 juillet : arrivée d'une mission catholique française conduite par le picpucien Alexis Bachelot à Honolulu aux îles Sandwich (Hawaï) à bord du navire La Comète[12].

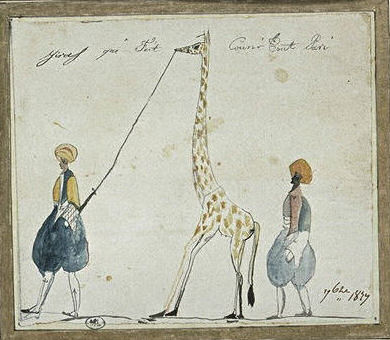
La girafe offerte à Charles X par Méhémet Ali

- 9 juillet : une girafe est présentée au roi de France, Charles X. Jamais les Français n'avaient pu voir un tel animal de près. Zarafa vient d'Afrique. Elle a été offerte par le pacha d'Égypte. Elle est arrivée en France par un bateau. Il a fallu faire un trou dans le pont pour qu'elle passe sa tête et son long cou[13].

- 1er août : ouverture de l'exposition des produits de l'industrie française[5].

- 13 août : première publication de la brochure Aide-toi, le Ciel t'aidera, adressée aux citoyens et aux électeurs[14]. Les opposants bénéficiant de dégrèvement pour se voir évincés des urnes se groupent en associations ( « Aide toi, le ciel t'aidera », formée sous les auspices de Guizot) et en comités pour recouvrer légalement leurs droits civiques : le nombre des inscrits passe avant le 30 septembre de 67 417 à 82 953 (plus 23 %) et le nombre des éligibles à 17 327[15].
- 24 août : funérailles de Jacques-Antoine Manuel, ancien député de la Vendée expulsé de la chambre en , première manifestation publique contre la politique de Charles X[16].
- 4 octobre : début des hostilités contre le dey d'Alger[5].
- 20 octobre : bataille de Navarin[5].

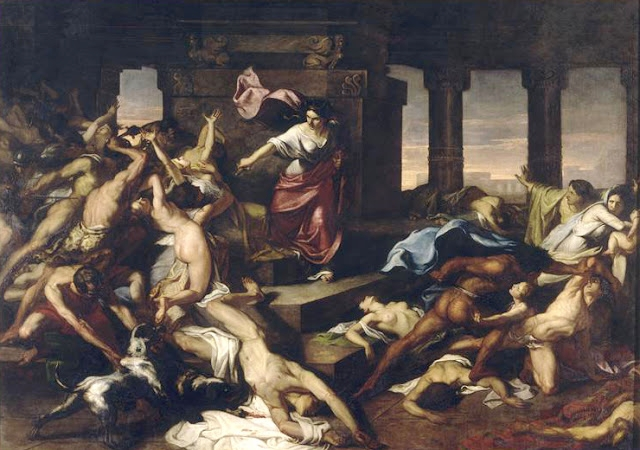
Athalie faisant massacrer tous les descendants du roi de Juda, Xavier Sigalon.

- 4 novembre : inauguration du salon de peinture et de sculpture (pour l'anniversaire du roi). Delacroix présente La Mort de Sardanapale et Sigalon Athalie, toiles qui font scandale[17].
- 5 novembre : Villèle, attaqué par les libéraux, fait dissoudre la Chambre des députés et nomme 76 nouveaux pairs[5].

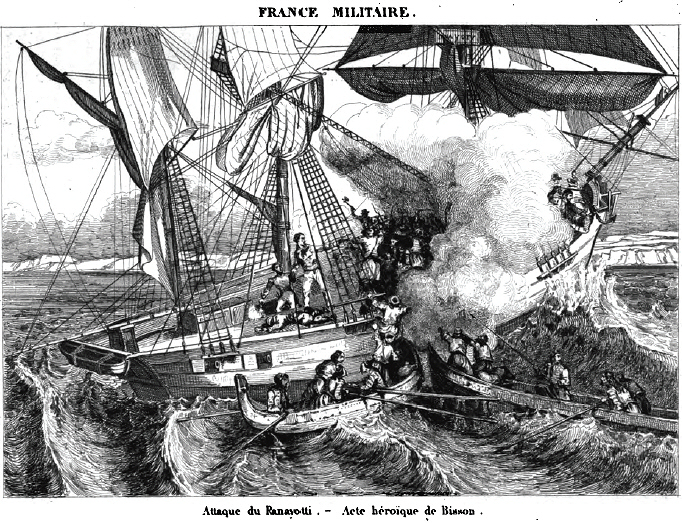
Attaque du Panayotti, acte héroïque de Bisson, vers 1838

- 6 novembre : à Stampalie en Grèce, l'Enseigne de vaisseau Bisson, commandant le Panayoti, attaqué par deux navires pirates, se fait sauter plutôt que de se rendre[18].

- 17 et 24 novembre : élections législatives anticipées[19] ; la droite et la gauche s’unissent pour barrer la route aux ultras : 180 députés ministériels contre 170 libéraux et 75 opposants de droite (la Chambre des députés comporte encore 53 % de nobles). La progression des libéraux contraint Villèle à démissionner[20].

- 19-20 novembre : troubles à Paris à l'occasion des élections[5]. Á l'annonce des premiers résultats des manifestations de joie se transforment en émeutes avec l'apparition de barricades à Paris. La répression fait 4 morts du côté des insurgés[21]